# Brun glada
Brun glada (Milvus migrans) är sannolikt jordens talrikaste rovfågel med vid utbredning i Europa, Asien, Afrika och Australien. I tropiska områden uppträder arten i stor mängd i närheten av människan och dras gärna till soptippar och avstjälpningsplatser.

## Utseende och läte

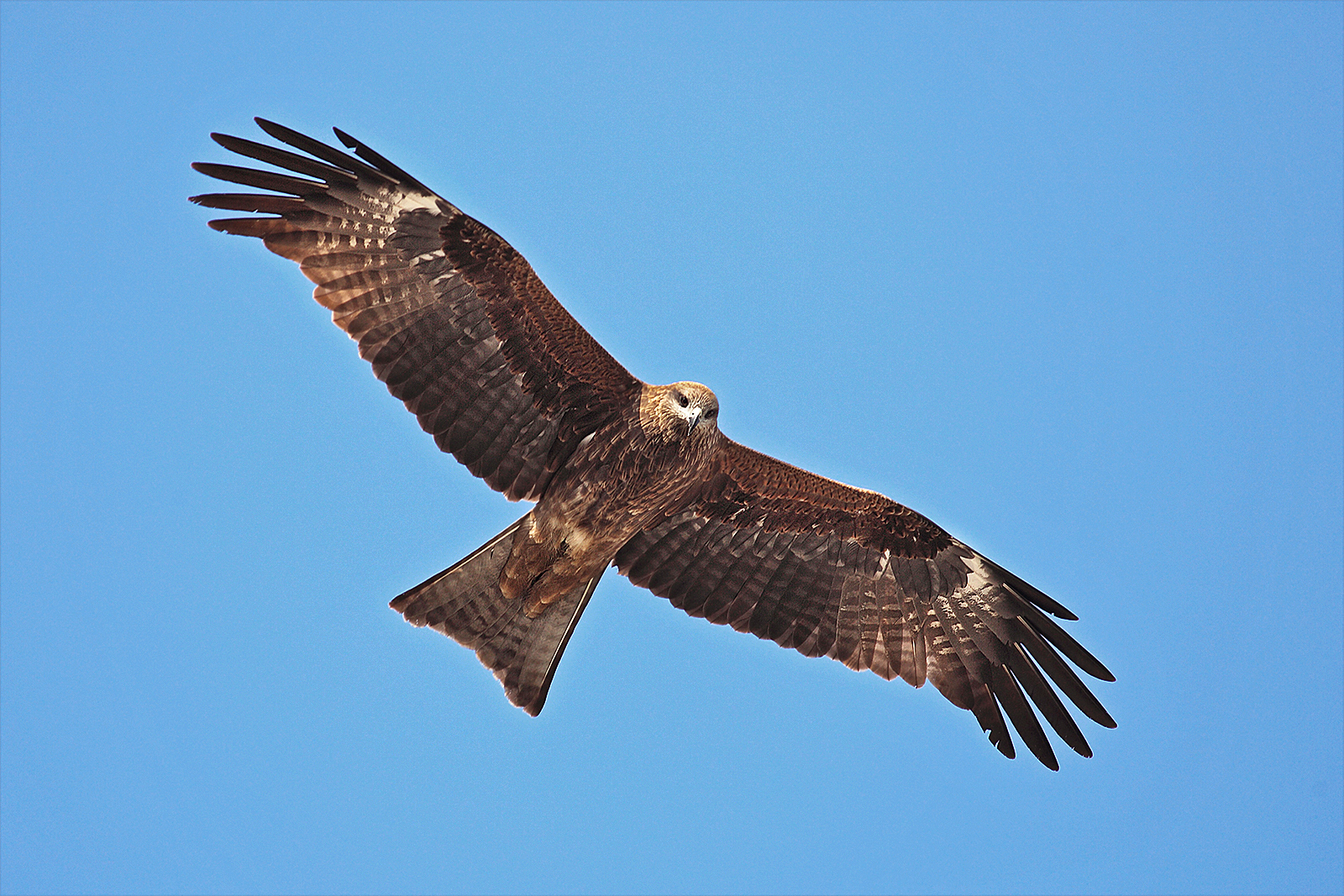
I flykten syns det att brun glada har grundare kluven stjärt och att den är tydligt mindre kontrastrik på undersidan än röd glada.

Brun glada är omkring 48–58 centimeter lång och har ett vingspann på 130–155 centimeter. Den skiljs från röd glada på mörkare, och mindre kontrastrik dräkt. Den är vidare något mindre än röd glada – ungefär stor som en ormvråk – med proportionerligt kortare vingar och stjärt. Vingarna är breda med handpennor som spretar ut och stjärten är grunt kluven. Adult fågel är jämnfärgat ljusbrun med ett något blekare huvud. Juvenilen är brokigare och ljusare beroende på vitgula bräm på nästan alla kroppsfjädrar. Unfågeln har streckad buk och mörk mask vid ögat.
Fåglar i Afrika och på Arabiska halvön, tidvis urskild som egen art "gulnäbbad glada" (M. aegyptius), skiljer sig genom i genomsnitt smalare och spetsigare vingar, så den endast visar fem ”fingrar” i stället för bruna gladans sex. Stjärten är vidare slankare och mer kluven, alltså mer likt röd glada. Tydligaste skillnaden är den helgula näbben, vilket dock kan vara svårt att se på håll. Fjäderdräkten är mer enfärgad, med bruna örontäckare i stället för grå och mindre kontrasterande vingteckning. Fåglar på södra Arabiska halvön är avvikande med roströd dräkt, blekare huvud, tydligt ljusare ögoniris och näbben ibland delvis grå. Vidare har de något annorlunda proportioner med något längre sjätte "finger" (femte handpennan). Det har föreslagits att denna population kan ha inslag av gener från brun glada.

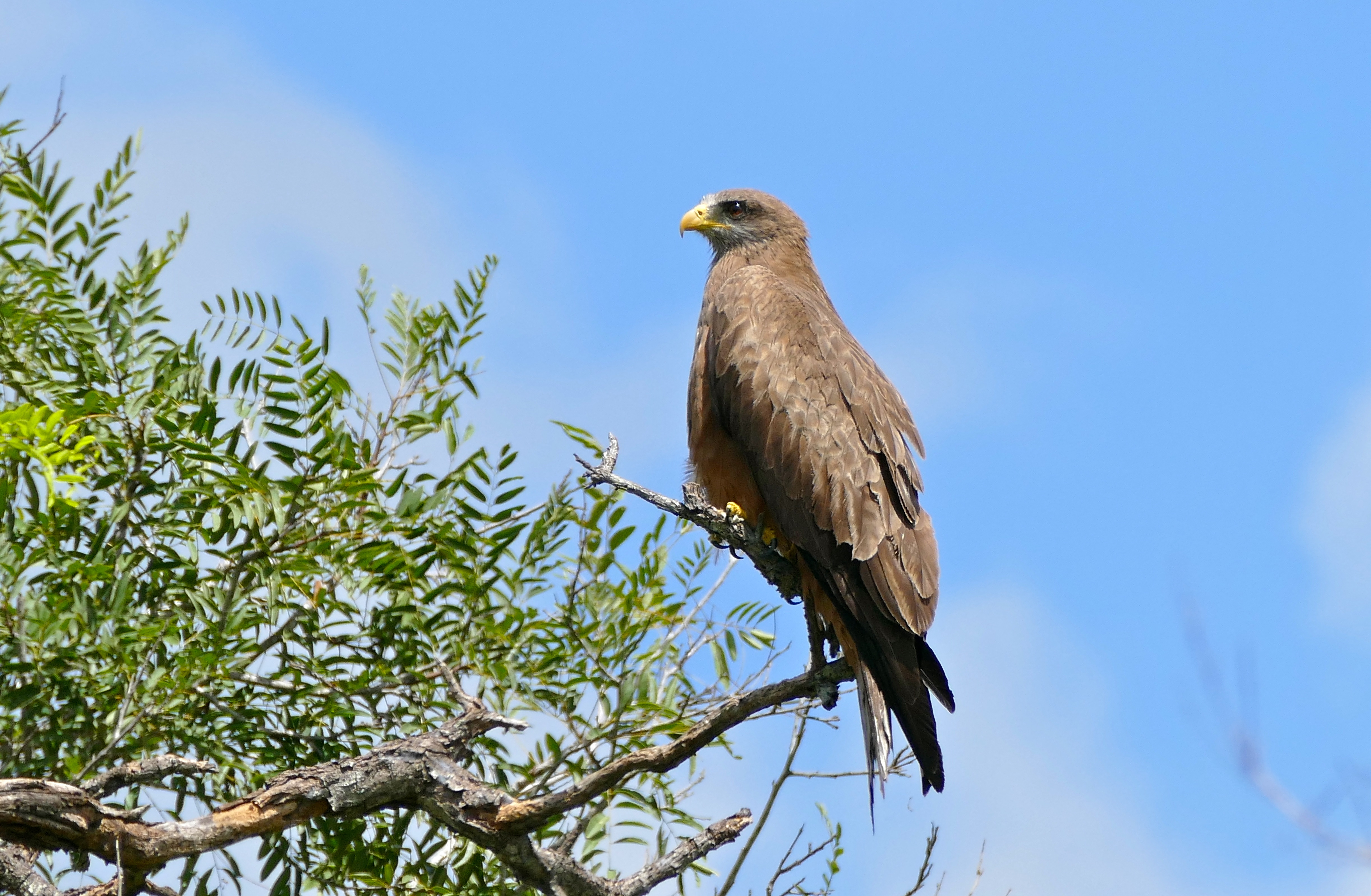
"Gulnäbbad glada".

Den bruna gladan är högljudd och dess revirläte liknar röda gladans men är grövre och mer utdraget. Lätet avslutas med ett darrande rop som påminner om skrattmåsens.

## Utbredning och systematik
Brun glada har ett mycket stort utbredningsområde och häckar i Europa, Afrika, Asien och Australien. Delar av populationen är flyttfåglar medan andra är stannfåglar. Arten delas vanligen upp i sju underarter med följande utbredning:
- västlig brun glada[6] Milvus migrans migrans Boddaert, 1783 – häckar från nordvästra Afrika och Europa och österut till Tien Shan i södra centrala Asien och söderut till nordvästra Pakistan; övervintrar i Afrika söder om Sahara och flyttar i augusti-oktober, medan norrsträcket inleds i april-maj
- Milvus migrans govinda Sykes, 1832 – stannfågel från östra Pakistan och österut genom tropiska Indien och Sri Lanka till Indokina och Malackahalvön
- Milvus migrans affinis Gould, 1838 – stannfågel från Sulawesi till Malackahalvön, Nya Guinea (förutom i bergen), Salomonöarna och nordöstra och östra Australien
- Milvus migrans lineatus J. E. Gray, 1831 – häckar från Sibirien och österut till Amurland, söderut till Himalaya och norra Indien, norrut till Indokina och södra Kina samt i Japan; inlandspopulationerna i norr flyttar vintertid till de östra delarna av Persiska viken och Sydostasien
- Milvus migrans formosanus Kuroda, 1920 – stannfågel i Taiwan och Hainan (i södra Kina)
- Milvus aegyptius aegyptius – förekommer i Egypten och nordöstra Afrika samt på sydvästra Arabiska halvön
- Milvus aegyptius parasitus – förekommer i Afrika söder om Sahara samt på Komorerna och Madagaskar

Genetiska studier visar att populationer i Europa, norra Asien och Indien alla har skilda s.k. haplogrupper. Den europeiska underarten migrans och asiatiska lineatus isolerades under pleistocen, men möttes sedan och formar nu en bred hybridzon från västra Sibirien och Kazakstan till östra Europa. Där förekommer individer med hela spektrumet av karaktärer från båda underarter. Andreyenkova m.fl. (2021) konstaterar att inga av de i Palearktis förekommande bruna gladorna är reproduktivt isolerade och hybridiserar fritt, även om inga studier har gjorts vad gäller hybridernas överlevnad eller häckningsframgång. Sedan 1990-talet har lineatus expanderat västerut när ’’migrans blivit allt ovanligare, med fynd av bruna glador med lineatus-egenskaper så långt västerut som på Iberiska halvön. I Pakistan samhäckar troligen både migrans, lineatus och indiska govinda med varandra. Den isolerade populationen i södra Kazakstan, Uzbekistan, Turkmenistan och norra Iran tros utgöras av migrans. Australiska affinis står trots avvikande utseende genetiskt mycket nära govinda, vilket tyder på att de skildes åt relativt nyligen.
De huvudsakligen afrikanska underarterna parasitus och aegyptius har tidvis tillsammans urskilts som en egen art, "gulnäbbad glada" (M. aegyptius). Flera genetiska studier visar att den är genetiskt distinkt och faktiskt närmare röd glada än brun. De skilde sig åt alla tre under mellersta pleistocen. 2022 erkände därför svenska BirdLife Sverige den som god art, men återgick till den tidigare hållningen i samband med anslutning till den nya världslistan AviList, där gulnäbbade gladan behålls inom brun glada i väntan på mer omfattande studier.

### Förekomst i Sverige
I Sverige har den tidigare uppträtt varje år i mindre antal. Under 2000-talet har den etablerat sig som häckfågel. År 2019 häckade 20 par i Norrbotten, men den häckar även i Västergötland och Skåne.

## Ekologi

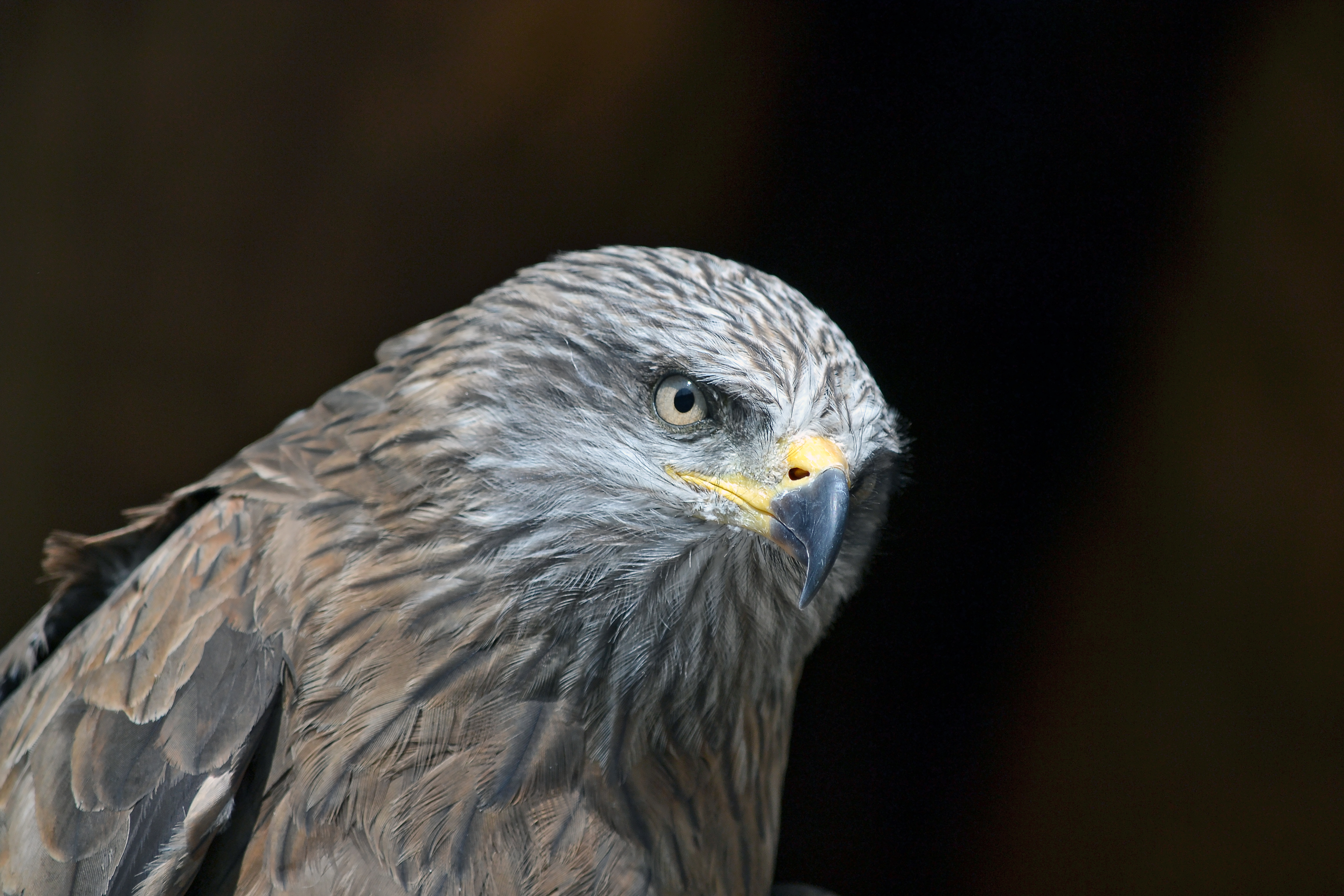

### Föda
Brun glada glidflyger ofta på termikvindar när de söker föda. Flykten är lätt och den byter lätt riktning i luften. När de lokaliserat ett byte sänker de sig ned mot marken med benen hängande. Föda består av små djur (som gnagare), fisk, hushållsavfall och as. Arten är opportunistisk och boplundrar andra arter och tar även fåglar och fladdermöss. De har också observerats söka sig till rök och eldsvådor där de fångar flyende smådjur. Det indiska beståndet har anpassat sig till ett liv i städer och återfinns i tätbefolkade områden där de kan ses i stora glidflygande flockar. I Spanien attackerar den häckande sjöfågel, speciellt sommartid för att ta deras ungar. Arten har också observerats ta artfränders ungar och ägg.

### Flockbeteende
Vintertid bildar brun glada stora flockar. Innan en sådan grupp slår sig till ro om natten, flyger den ofta runt. Under flytten bildar den ofta stora flockar, speciellt innan den ska passerar större vatten. Den indiska beståndet, av underarten govinda, uppvisar säsongsbundna populationsfluktuationer där de största koncentrationerna observeras mellan juli och oktober, efter monsunen, och det har föreslagits att arten genomför lokala förflyttningar för att undvika häftiga skyfall.

### Häckning

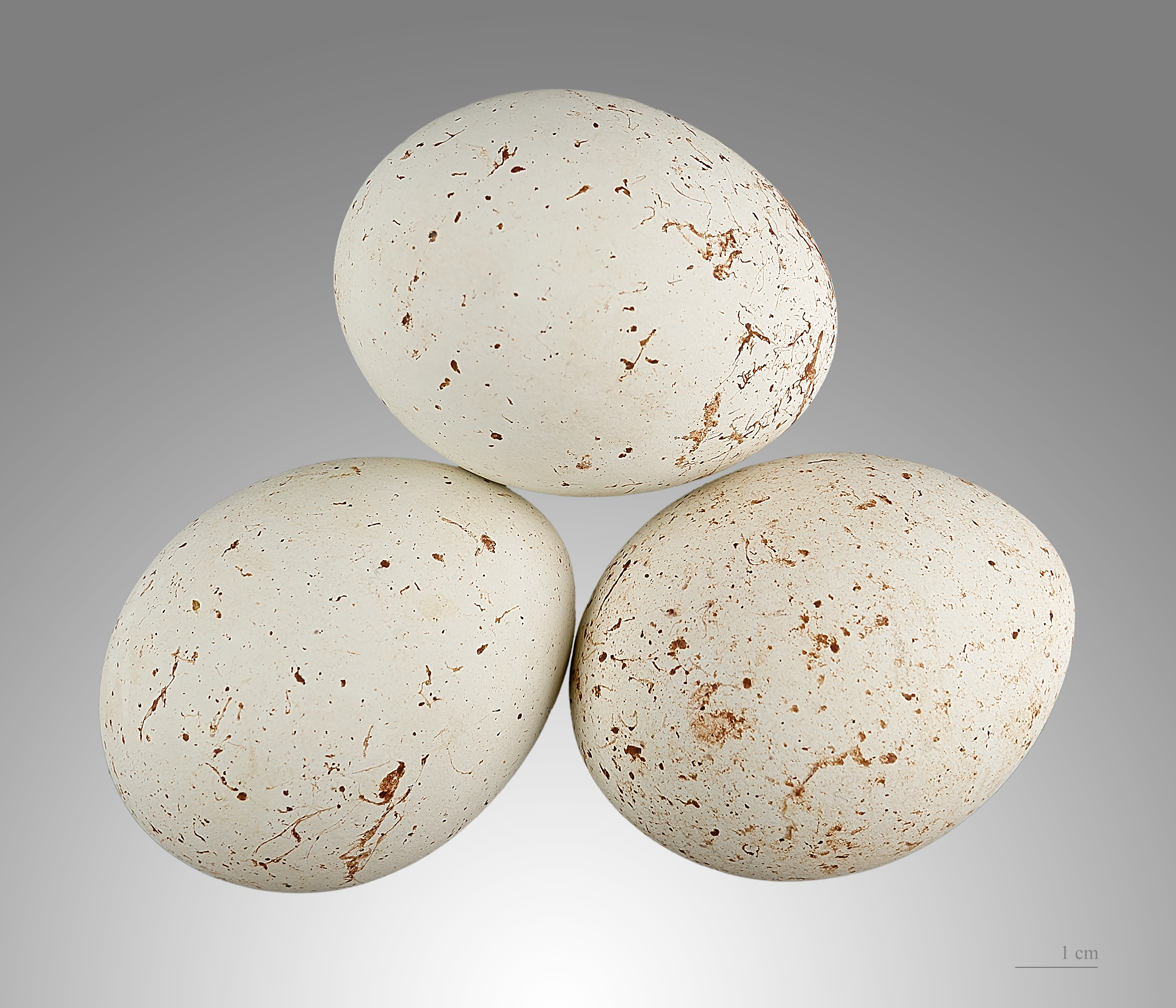
Ägg från brun glada

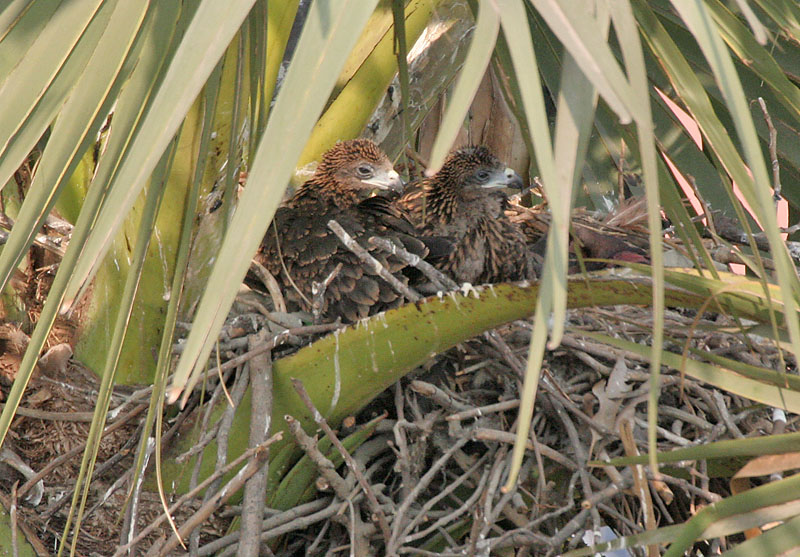
Indiska unga bruna glador i boet.

Över artens utbredningsområde infaller häckningssäsongen vid olika tillfällen. För det indiska beståndet av brun glada inträffar häckningssäsongen vintertid före monsunen medan de europeiska beståndet häckar sommartid. 
Boet består av en slarvigt hopsatt plattform av grenar och växtmaterial som placeras i ett träd och kan återanvändas under flera år. I italienska Alperna tenderar arten att placera sitt bo i närheten av vatten vid branta klippor eller i höga träd. Det kan också placeras för att optimera skydd mot vind och regn. Ibland dekoreras boet med färgstarka material som vit plast. En studie gjord i Spanien föreslår att detta beteende kan fungera som en signal till andra glador att hålla sig borta.
Efter parbildningen parar sig hanen vid flera tillfällen med honan och polyandri är vanligt. En hane kopulerar ofta flera gånger när den återvänder till honan efter födosökning, eftersom detta höjer sannolikheten för att hans spermier befruktar äggen och inte dem från en annan hane.
Hanen och honan bygger boet tillsammans, ruvar äggen tillsammans och tar hand om sina ungar tillsammans. Den genomsnittliga kullen består av två, ibland tre, ägg. De ruvar äggen i 30–34 dagar. Vid en studie av det indiska beståndet stannade ungarna i boet i nästan två månader. En europeisk studie visade att ungar som kläcks senare, blev flygga snabbare. Samma studie visade också att föräldrarnas omhändertagande av ungarna minskade snabbt i och med de adulta fåglarnas behov av att flytta. Ungar i samma kull är aggressiva mot varandra och ofta blir den svagare ungen dödad. Föräldrarna vaktar och försvarar sitt bo och ungarna genom att störtdyka mot hot som närmar sig.

#### Ungarnas utvecklingsstadier
Den nykläckta ungen är täckt med dun, vilket ruggas till en andra uppsättning dun efter nio till tolv dagar, utom på huvudet. Den börjar anlägga kroppsfjädrar 18-22 dagar efter kläckningen. Fjädrarna på huvudet börjar bli synliga efter 24-29 dagar. Först livnär sig ungarna på föda som fallit till botten av boet och börjar sedan kunna slita loss köttstycken efter 33–39 dagar. Efter 17–19 dagar kan de stå upp och de börjar flaxa med vingarna efter 27–31 dagar. Efter 50 dagar börjar de förflytta sig till grenar i närheten av boet. De blir könsmogna under sitt andra levnadsår.

## Status och hot
Brun glada beskrivs ofta som världens vanligaste rovfågel. Internationella naturvårdsunionen IUCN bedömer hotstatus för "gulnäbbad glada" och brun glada i begränsad mening var för sig, båda som livskraftiga.

I Afrika beskrivs den som vanligaste rovfgågeln, med ett bestånd på 1–2,5 miljoner vuxna individer, medan populationen i Asien, Australien och Europa uppskattas till mellan fyra och 5,7 miljoner häckande individer. Arten har dock minskat i olika delar av utbredningsområdet till följd av förgiftning, förföljelse, föroreningar och bekämpningsmedel. I Europa är trenden okänd och i Australien tros den öka i antal, medan den minskar i Afrika. Beståndet i Sverige är mycket litet, varför den upptas på Artdatabankens rödlista, som starkt hotad.